# Igneocnemis plebeja
Igneocnemis plebeja – gatunek ważki z rodziny pióronogowatych (Platycnemididae). Endemit Filipin, stwierdzony tylko na wyspach Panay i Sibuyan.